# Zweifarben-Fahnenbarsch
Der Zweifarben-Fahnenbarsch (Nemanthias bicolor) ist ein Meeresfisch aus der Gruppe der Fahnenbarsche, der im tropischen Indopazifik vorkommt. Das Verbreitungsgebiet reicht von Mauritius im Westen über die Malediven, den Chagos-Archipel, Sri Lanka und die Philippinen bis zu den Ryūkyū-Inseln im Norden, und über die Molukken, Neuguinea, die Karolinen, die Line Islands und die Marshallinseln bis nach Hawaii im Osten und bis zu den Loyalitätsinseln im Süden.

## Merkmale
Die Art erreicht eine Standardlänge von 8 bis 10 cm. Die Körperlänge liegt beim 2,7 bis 3,2-fachen der Körperhöhe. Die Kopflänge ist 2,8 bis 3,2 mal in der Standardlänge enthalten. Die obere Körperhälfte ist orange gefärbt, die untere rosa mit einem bläulichen Schimmer. Ein orangefarbener Streifen verläuft von der Spitze des Oberkiefers unterhalb des Auges entlang bis zum Brustflossenansatz. Die Bauchflossen der Weibchen sind weißlich, die anderen Flossen rosa. Rücken- und Afterflosse haben blaue  Ränder. Die Schwanzflossenloben sind rötlich mit schmalen blauen Rändern. Die Rückenflosse der Männchen ist gelblich mit einem roten Fleck im vorderen Flossenbereich und gelben fleischigen Laschen an den Spitzen der verlängerten zweiten und dritten Rückenflossenstacheln. Der Rand der Rückenflosse ist lavendelfarben. Brust- und Bauchflossen, sowie die Afterflosse sind rosa, die körperfernen Bereiche der Bauchflossen und der Afterflosse sind rötlich mit schmalen blauen Außenrändern. Die tief gegabelte Schwanzflosse ist rosa, die Loben rötlich und die Ränder sind blau.
Die Brustflossen sind abgerundet, die Bauchflossen zugespitzt. Die oberen zwei Flossenstrahlen der Brustflossen sind unverzweigt, die übrigen verzweigt. Die Kiefer sind mit kleinen, schlanken und konischen Zähnen und wenigen größeren Fangzähnen besetzt. Die konischen Zähne sind beim Zweifarben-Fahnenbarsch kleiner als bei den übrigen Pseudanthias-Arten. Der Gaumen (Palatinum und Vomer) ist ebenfalls bezahnt. Auf dem Vomer befindet sich ein ovaler Fleck mit 6 bis 11 größeren konischen Zähnen, die viel größer sind als bei anderen Pseudanthias-Arten. Auf dem Palatinum sind die Zähne kleiner als auf dem Vomer. Die Kiemenreusenstrahlen sind deutlich länger als die Kiemenbüschel. Der senkrechte Ast des Präoperculums und der Winkel sind gesägt, der untere Ast ist glatt.
- Flossenformel: Dorsale 10/16–18, Anale III/7–8, Pectorale 19–21.
- Schuppenformel: 5–6/57–64/31–33.
- Kiemenreusenstrahlen: 10–12 + 26–29.
- Wirbel: 11+15.[2]

## Lebensweise und Gefährdung
Der Zweifarben-Fahnenbarsch ist relativ selten und kommt in kleinen Schwärmen in Korallenstöcken in Lagunen und an Außenriffen in Tiefen von 5 bis 68 Metern vor. Dabei hält sich die Art immer in der Nähe von Höhlen, Spalten und anderen Verstecken auf. Die IUCN stuft die Art als ungefährdet ein.

## Belege
1. ↑  
Anthony C. Gill. (2022). Revised definitions of the anthiadine fish genera Mirolabrichthys Herre and Nemanthias Smith, with description of a new genus (Teleostei: Serranidae). Zootaxa, 5092(1), 41–66. doi:10.11646/zootaxa.5092.1.2
2. 1 2 3 4 5  
Phillip C. Heemstra u. K.V. Akhilesh: Review of the anthiine fish genus Pseudanthias (Perciformes: Serranidae) of the western Indian Ocean, with description of a new species and a key to the species. aqua, International Journal of Ichthyology, Band 18, Nr. 3, Juli 2012, PDF, S. 158–159.
3. ↑  
Zweifarben-Fahnenbarsch auf Fishbase.org (englisch)
4. ↑  
Pseudanthias bicolor in der Roten Liste gefährdeter Arten der IUCN 2016. Eingestellt von: Williams, J.T., Carpenter, K.E., Lawrence, A. & Myers, R., 2015. Abgerufen am 3. Februar 2021.